# معركة قصر بوهادي
معركة قصر بوهادي وقعت في 29 أبريل 1915 جنوب سرت خلال الاستعمار الإيطالي لليبيا، وتُعد من أكبر الهزائم التي تكبدها الجيش الإيطالي في ليبيا، ويُنظر إليها أحيانًا على أنها أسوأ هزيمة منذ معركة عدوة سنة 1896.

## المعركة
في مساء 28 أبريل 1915، تحرك العقيد أنتونيو مياني من معسكر سرت لشن هجوم على معسكر السنوسيين في قصر بوهادي بقيادة سفي الدين السنوسي. تألفت القوة الإيطالية من 84 ضابطًا، و900 جندي إيطالي، و2,175 من قوات الأسكاري، إلى جانب نحو 3,000 مقاتل ليبي غير نظامي بقيادة رمضان السويحلي.
في صباح 29 أبريل، وبينما كانت القوات الإيطالية تتحرك من بئر بوسناف، أبلغت مجموعات مصراتة وترهونة عن تحركات معادية. وعند بدء الاشتباك الساعة 10:30 صباحًا، تخلت معظم الفرق الليبية غير النظامية عن الالتزام بالأوامر، ثم انقلبت على الإيطاليين، وهاجمت قافلة الإمدادات واستولت عليها. وتمت مصادرة آلاف البنادق، وكميات ضخمة من الذخيرة، والمدفعية، والمؤن.

## ما بعد المعركة
نتج عن الهزيمة انسحاب إيطالي كبير، ووقوع اضطرابات في مختلف الحاميات غرب ليبيا، حيث استسلمت حاميات، وانسحبت أخرى دون قتال. في 5 يوليو صدر أمر بالانسحاب العام إلى الساحل. واستولى المجاهدون على مناطق واسعة غرب سرت، واقتربوا من طرابلس العاصمة.
وتكبدت إيطاليا خسائر فادحة بلغت 3,000 قتيل، و2,400 أسير، وثلاثين مدفعًا، و15,000 بندقية، ومخزونًا ضخمًا من العتاد.